# Gran tsunami
Gran tsunami (en chino: 狂鱷海嘯, pinyin: kuáng è hăixiào, traducción: Un tsunami y un cocodrilo feroz; en inglés: Crazy tsunami) es una película china de supervivencia, terror y suspenso dirigida por Zhou Jiuqin sobre un padre, su hija y amigos que luchan por sobrevivir a un tsunami y un depredador suelto la ciudad.
Fue estrenada en las plataformas de iQiyi y Youku en julio de 2021, meses más tarde fue estrenada en YouTube en los canales de Youku subtitulada a diversos idiomas, en los cines de Latinoamérica se estrenó durante el 2023.

## Argumento
Tras la muerte de su esposa, Jiang Peng (Rong Fei), un chino que trabaja en un país del sudeste asiático, depende de su hija Jiang Xiaohu (Wang Yinglu), que está en plena fase de rebeldía. Trabajando desesperadamente para salir adelante, Jiang Peng ayuda al gran capitalista Tsavo (Liu Ximing) a entregar un cargamento clave, el legendario cocodrilo gigante Gustav, cuando choca con los residentes de Chinatown que sufren la demolición de Tsavo. Un repentino tsunami los atrapa en Chinatown, donde el cocodrilo Gustav se escapa de su jaula y se pierde una vida sin piedad. Tras una tortuosa experiencia de triunfo sobre el mal, el pueblo acaba volviendo a una vida de paz y armonía.

## Reparto
- Rong Fei como Jiang Peng
- Wang Yinglu como Jiang Xiaohu, hija de Jian Peng
- Liu Ximing como Tsavo, un empresario
- Daniella Wang como Tana
- Huo Weimin como el tío Le
- Tong Xi como la señora Chen